# Epinephelus tuamotuensis
Epinephelus tuamotuensis är en fiskart som beskrevs av Fourmanoir, 1971. Epinephelus tuamotuensis ingår i släktet Epinephelus och familjen havsabborrfiskar. IUCN kategoriserar arten globalt som livskraftig. Inga underarter finns listade i Catalogue of Life.